# U Mundu Balla
U Mundu Balla è il quarto album del gruppo calabrese dei QuartAumentata uscito nel 2007.

## Formazione
- Paolo Sofia - voce
- Salvatore Gullace - chitarra, mandolino, nashtakar
- Giuseppe Platani - basso
- Massimo Cusato - percussioni, batteria

### Altri musicisti
- Asen Valesev
- Antonio Orlando
- Antonino Labate
- Massimo Diano
- Francesca Touré

## Tracce
1. Bella Balla (testo: Sofia – musica: Platani-Sofia)
2. Cococò (testo: Sofia – musica: Platani-Macrì)
3. A storia è glià (testo: Sofia – musica: Platani-Macrì)
4. Quando amuri è (testo: Sofia – musica: Platani-Sofia-Ammendolea)
5. U mundu balla (testo: Gullace – musica: Sofia-Platani-Sofia)
6. Bonu venutu figghjiu (testo: Sofia – musica: Platani-Sofia)
7. Ostinatamente (testo: Fabi – musica: Fabi)
8. Morgana ed Eu (testo: Sofia – musica: Platani-Sofia)
9. mmmm...Papà (testo: Cusato)
10. Quartaumentata (testo: Gullace)
11. Dimmi na parola (testo: Sofia – musica: Platani)